# Shanghai
Shanghai (xinès: 上海, pinyin: Shànghăi), també coneguda en català com a Xangai o fins i tot com a Xanghai, Xangkhai o Xang-Hai (en desús), és la ciutat més poblada del món i la seva metròpoli és la segona més habitada de la Xina, per darrere de la megalòpoli de Chongqing. Situada al sud del delta del Iang-Tsé, ocupa una superfície de 6.340 km² i la seva població era de 24,3 milions d'habitants l'any 2021.
Administrativament, Shanghai és una de les quatre municipalitats de la República Popular de la Xina, totes elles administrades directament pel govern central del país. Shanghai és la capital econòmica de la Xina i compta amb més de 4.800 gratacels.
L'àrea on se situa la ciutat va ser colonitzada i assentada per als refugiats que fugien dels mongols cap al 960-1126 aC. En 1842 es va signar el tractat de Nanjing en què el port de Shanghai s'obria al comerç occidental després de ser capturada pels britànics durant la Primera Guerra de l'Opi. Tant orientals com occidentals van conviure a Shanghai afavorint un ric intercanvi cultural, encara que la població occidental va començar a abandonar la zona al començament de la Guerra del Pacífic, l'any 1941. Aquests van fugir definitivament amb l'arribada al poder dels comunistes, que expropiaren i nacionalitzaren l'economia local i de tota la Xina. Va ser un punt neuràlgic sota el poder de Mao, Shanghai va experimentar un espectacular creixement econòmic i turístic durant la dècada del 1990, i va ser seu de nombroses empreses multinacionals i d'avantguardistes gratacels. L'any 2005 es va fundar el Casal Català de Shanghai. Convertida el 2010 en centre de l'atenció internacional amb l'Expo de Shanghai, actualment és la ciutat més cosmopolita i moderna del país.

## Etimologia

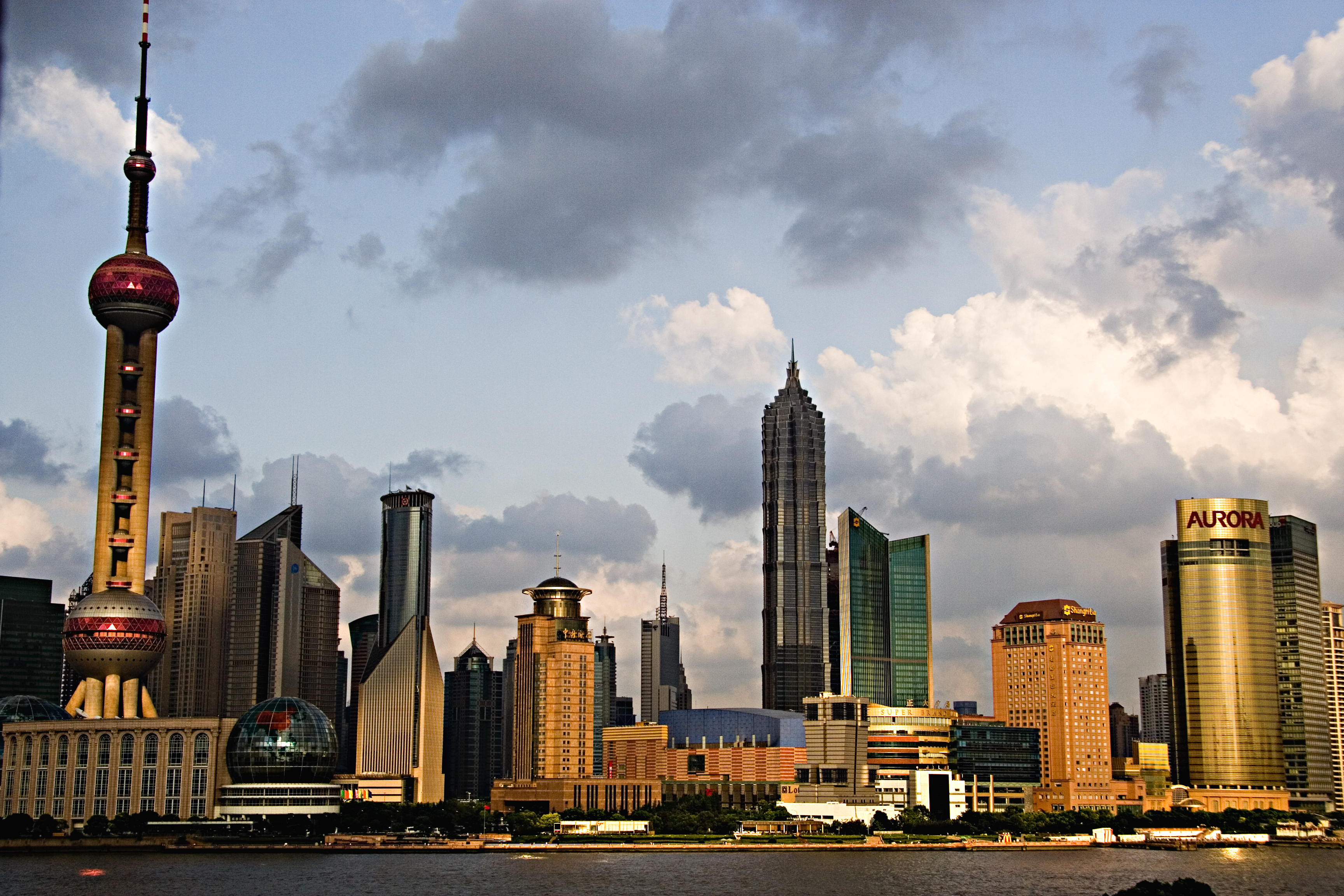
Vista de Shanghai

Els dos caràcters xinesos que formen el nom de "Shanghai", (上, shàng, i 海, hǎi) literalment signifiquen "al damunt, a sobre" i "mar", respectivament, evidentment per la ubicació de Shanghai al costat del mar de la Xina Oriental. L'aparició primerenca d'aquest nom data de la dinastia Song (segle xi), quan ja existeix una confluència de rius i una ciutat amb aquest nom a la zona. Hi ha controvèrsies quant a la forma en la qual ha de ser interpretat el nom de la ciutat, però experts en història local diuen que significa "la part alta del mar". Tanmateix, una altra lectura, sobretot en mandarí, també suggereix el sentit de "anar cap al mar", la qual cosa és coherent amb el port marítim de la ciutat.
Shanghai és abreujat en xinès com Hu (沪) o Shen (申). El primer es deriva d'un antic nom de Suzhou Creek, Hu Du (沪渎), mentre que el segon es deriva del nom de Chunshen Jun (春申君), un noble local i venerat heroi del Regne Chu al segle iii aC el territori inclou la zona de Shanghai.

### Transcripció al català
La transcripció al català d'aquest topònim ha estat fruit de diverses variants històriques i consideracions acadèmiques en català. Als diferents territoris de parla catalana, hi han conviscut formes preeminents com ara la més habitual «Xangai» i el seu gentilici «xangainès» —defensats pel filòleg menorquí Juli Moll i Gómez de la Tía atès l'apropament a la pronúncia original en xinès i la seva hac aspirada i no pas muda. Per causa del seu ús habitual, també és la forma escollida com a prioritària per la Gran Enciclopèdia Catalana. Una altra variant habitual és «Xanghai», proposada pel filòleg català Joan Coromines i Vigneaux. També hi ha d'altres adaptacions ortogràfiques molt menys comunes, que han patit una elevada catalanització exonímica i que amb el pas del temps no s'han mantingut, com ara la lingüísticament correcta però inviable «Xangkhai» o bé també Xang-Hai (que torna a posar èmfasi en l'hac aspirada).
Nogensmenys, en l'àmbit de la toponíma normativa, les dues acadèmies lingüístiques del català, l'Acadèmia Valenciana de la Llengua i l'Institut d'Estudis Catalans, van publicar sengles posicionaments ferms sobre l'adopció de «Shanghai» els anys 2015 i 2018, respectivament. L'IEC, a més a més, va desautoritzar el gentilici «xangainès» i va passar a donar validesa a «de Shanghai», per tal de respectar de manera fideligna l'escriptura en pinyin. Seguint la línia normativa, des del 2021 l'Optimot reconeix «Xangai» com a variant tradicional però encoratja l'ús de «Shanghai». El desembre de 2022 l'IEC va fer públic el Nomenclàtor Mundial, fruit de la feina feta per la Comissió d'Onomàstica de l'institució, on es recullen diversos exotopònims en les seves formes normatives en llengua catalana; entre d'ells, el de «Shanghai».

## Història

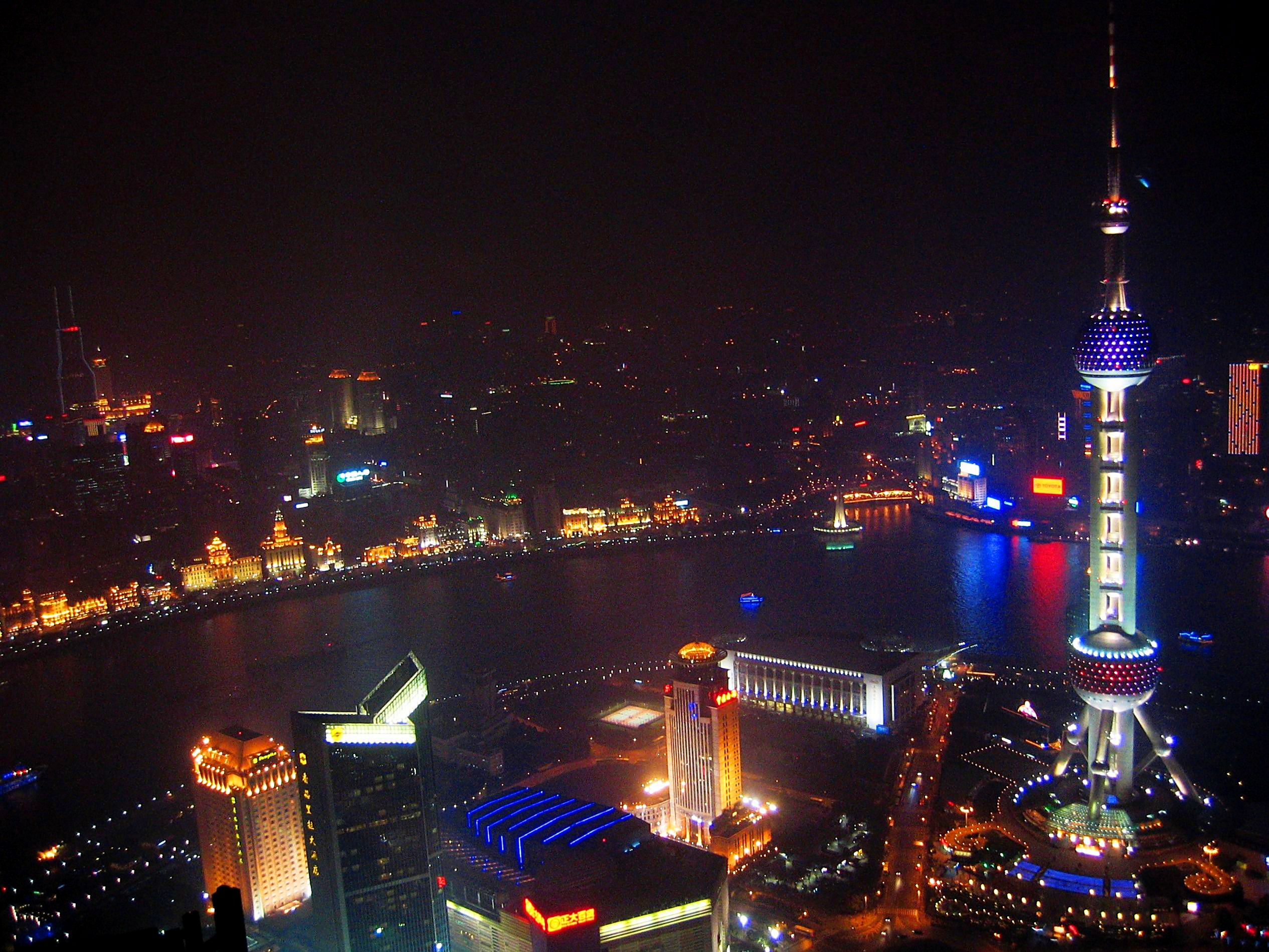
El barri de Pudong de nit

Shanghai va començar a cobrar importància com a ciutat durant la dinastia Han quan es van començar a desenvolupar la pesca i la indústria de la sal. Al segle xii Shanghai era ja un centre important de la indústria del cotó. El 1553 es va construir la muralla de la ciutat, data que es considera el naixement de Shanghai com a ciutat.
A principis del segle xix, Shanghai va esdevenir el principal centre industrial i comercial de la Xina gràcies a la seva situació estratègica, propera al riu Yang-tse, que facilitava el comerç amb occident. En finalitzar la Primera Guerra de l'Opi, el 1842, els britànics van exigir que Shanghai s'obrís als estrangers. Les relacions entre els habitants de la ciutat i els britànics van ser sempre cordials, ja que es basaven en el mutu interès.
El 1920 hi nasqué el partit comunista xinès, i el 1927, ocupada per les tropes de Chiang Kai-shek, sofrí una gran repressió. El 1930, Shanghai va esdevenir una municipalitat de la República de la Xina. El 1932 i novament el 1937 fou ocupada pels japonesos, que el 1941 anul·laren les concessions estrangeres. Alliberada de l’ocupació nipona el 1945, tornà a la sobirania xinesa. Durant la Segona Guerra Mundial va esdevenir punt de refugi de molts europeus. Va ser l'única ciutat del món oberta als jueus durant aquest període. A partir del 1949 experimentà un extraordinari creixement demogràfic i industrial.
Amb el triomf de la revolució comunista el 1949, la majoria dels estrangers va abandonar la ciutat. També ho van fer alguns empresaris xinesos que van preferir desplaçar els seus negocis a Hong Kong. Després de molts anys d'estancament, gràcies a l'obertura propiciada per Deng Xiaoping, Shanghai va recuperar la seva importància econòmica amb rapidesa i avui dia és un dels motors industrials de la Xina i un dels principals centres financers d'Àsia.

## Divisió administrativa

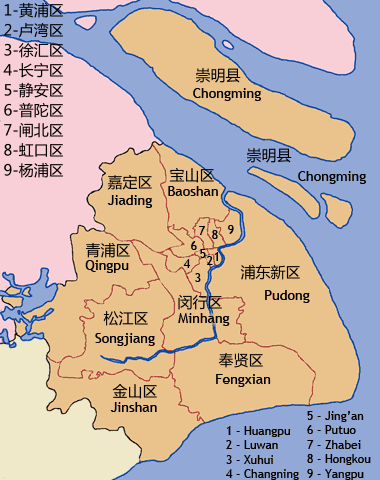
Districtes administratius i comtats a Shanghai

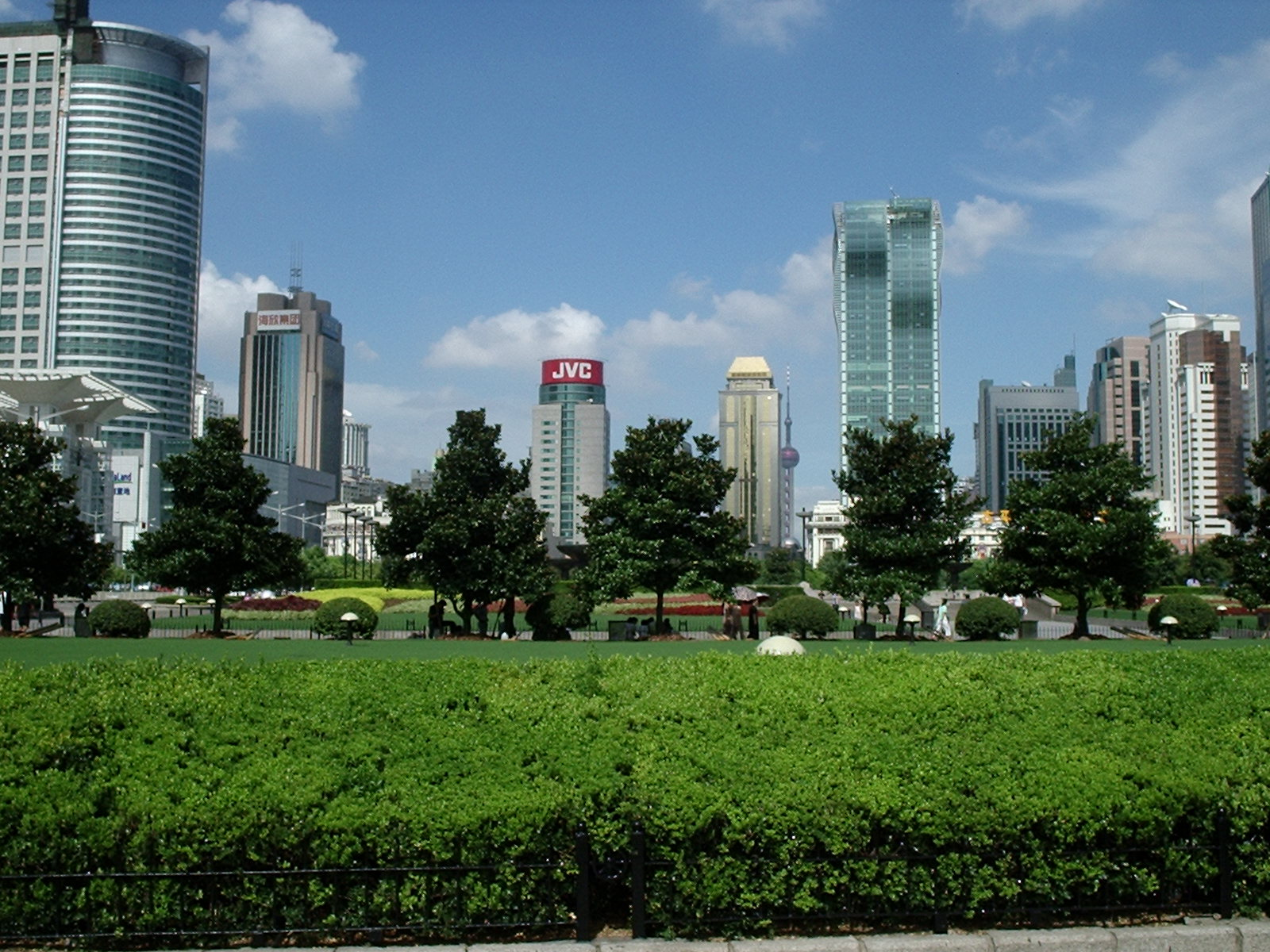
Districte de Huangpu

Shanghai és administrativament igual que una província i està dividida en 18 districtes i un comtat. No hi ha un únic districte central a la ciutat, ja que el centre urbà s'estén a través de diversos districtes. Les zones econòmiques i de negocis s'inclouen dins el districte de Lujiazui fins a la vora del riu Huangpu, el Bund i tot el Hongqiao, a la vora oest del Huangpu. La Cambra Municipal i els grans centres administratius estan situats al districte de Huangpu, que també disposa de l'àrea comercial i del famós carrer Nanjing. Altres importants zones comercials i turístiques són Xintiandi i Huaihai al districte de Luwan, i Xujiahui al districte de Xuhui. Moltes universitats de Shanghai es troben a les zones residencials com els districtes de Yangpu i Putuo.
Nou dels districtes governen Puxi o el nucli antic de Shanghai a la vora del riu Huangpu. Aquells nou districtes són coneguts com a Shanghai mateix (上海市区) o el cor de la ciutat (市中心):
- Districte de Huangpu (黄浦区; Huángpǔ Qū).
- Districte de Luwan  (卢湾区 Lúwān Qū).
- Districte de Xuhui (徐汇区 Xúhuì Qū).
- Districte de Changning (长宁区 Chángníng Qū).
- Districte de Jing'an  (静安区 Jìng'ān Qū).
- Districte de Putuo (普陀区 Pǔtuó Qū).
- Districte de Zhabei (闸北区 Zháběi Qū).
- Districte de Hongkou.
- Districte de Yangpu (26472;浦区 Yángpǔ Qū).
- Districte de Pudong (浦东新区 Pǔdōng Xīn Qū), situat a la part nova de Shanghai, a l'est del riu Huangpu — del comtat de Chuansha fins al 1992.

Vuit districtes són ciutats satèl·lit, suburbans o rurals:
- Baoshan (宝山区 Bǎoshān Qū) — comtat de Baoshan fins al 1988.
- Minhang (闵行区 Mǐnháng Qū) — comtat de Shanghai fins al 1992.
- Jiading (嘉定区 Jiādìng Qū) — comtat de Jiading fins al 1992.
- Jinshan (金山区 Jīnshān Qū) —comtat fins al 1997.
- Songjiang (松江区 Sōngjiāng Qū) — comtat fins al 1998.
- Qingpu (青浦区 Qīngpǔ Qū) — comtat fins al 1999.
- Nanhui (南汇区 Nánhuì Qū) — comtat fins al 2001.
- Fengxian (奉贤区 Fèngxián Qū) — comtat fins al 2001.

A l'illa de Chongming:
- Comtat de Chongming (崇明县 Chóngmíng Xiàn).

## Clima
Encara que Shanghai no és directament al mar (la costa és a 40 quilòmetres), la proximitat de la desembocadura del Iang-Tsé (a 20 quilòmetres) fan que la ciutat tingui uns índexs d'humitat elevats durant tot l'any. Té un clima amb estacions marcades. El període de pluges es concentra al maig i a la tardor, amb els monsons. A l'estiu es poden superar els 40 °C i els hiverns solen ser crus.
| Paràmetres climàtics mitjans de Xangai | Paràmetres climàtics mitjans de Xangai | Paràmetres climàtics mitjans de Xangai | Paràmetres climàtics mitjans de Xangai | Paràmetres climàtics mitjans de Xangai | Paràmetres climàtics mitjans de Xangai | Paràmetres climàtics mitjans de Xangai | Paràmetres climàtics mitjans de Xangai | Paràmetres climàtics mitjans de Xangai | Paràmetres climàtics mitjans de Xangai | Paràmetres climàtics mitjans de Xangai | Paràmetres climàtics mitjans de Xangai | Paràmetres climàtics mitjans de Xangai | Paràmetres climàtics mitjans de Xangai |
| Mes                                    | Gen.                                   | Feb.                                   | Mar.                                   | Abr.                                   | Mai.                                   | Jun.                                   | Jul.                                   | Ago.                                   | Set.                                   | Oct.                                   | Nov.                                   | Des.                                   | Anual                                  |
| -------------------------------------- | -------------------------------------- | -------------------------------------- | -------------------------------------- | -------------------------------------- | -------------------------------------- | -------------------------------------- | -------------------------------------- | -------------------------------------- | -------------------------------------- | -------------------------------------- | -------------------------------------- | -------------------------------------- | -------------------------------------- |
| Temperatura diària màxima °C (°F)      | 8 (46,4)                               | 8 (46,4)                               | 13 (55,4)                              | 19 (66,2)                              | 25 (77)                                | 28 (82,4)                              | 32 (89,6)                              | 32 (89,6)                              | 28 (82,4)                              | 23 (73,4)                              | 17 (62,6)                              | 12 (53,6)                              | 20,41 (68,7)                           |
| Temperatura diària mínima °C (°F)      | 1 (33,8)                               | −1 (30,2)                              | 4 (39,2)                               | 10 (50)                                | 15 (59)                                | 19 (66,2)                              | 23 (73,4)                              | 23 (73,4)                              | 19 (66,2)                              | 14 (57,2)                              | 7 (44,6)                               | 2 (35,6)                               | 11,33 (52,4)                           |
| Precipitació total mm (polzades)       | 48 (1,9)                               | 58 (2,3)                               | 84 (3,3)                               | 94 (3,7)                               | 94 (3,7)                               | 180 (7,1)                              | 147 (5,8)                              | 142 (5,6)                              | 130 (5,1)                              | 71 (2,8)                               | 51 (2)                                 | 36 (1,4)                               | 1.135 (44,7)                           |
| Font: BBC 2008                         |                                        |                                        |                                        |                                        |                                        |                                        |                                        |                                        |                                        |                                        |                                        |                                        |                                        |

## Geografia

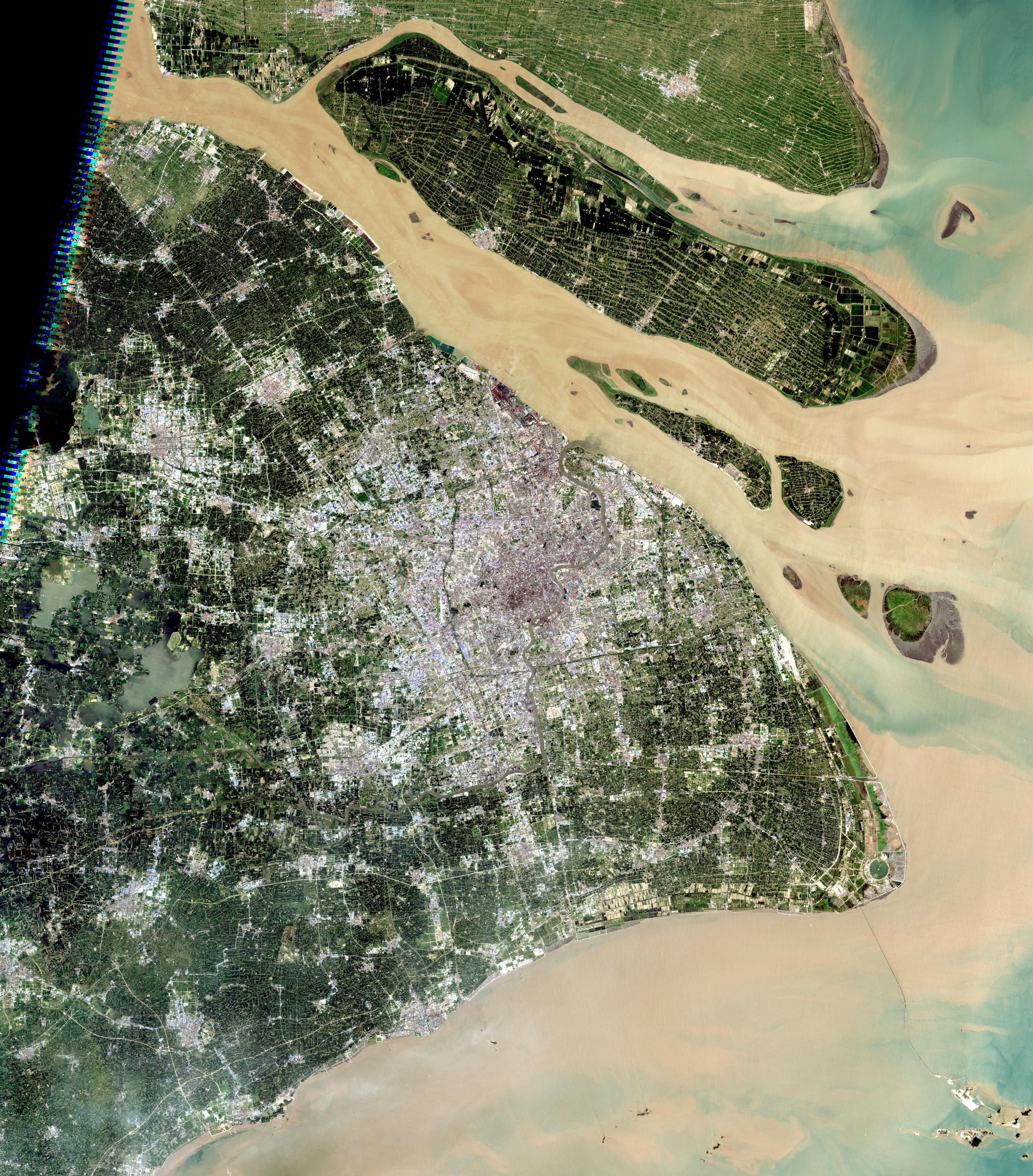
L'àrea urbana de Shanghai en 2005.

Shanghai es troba al delta del riu Iang-Tsé, a la costa est de la Xina i aproximadament equidistant entre Pequín i Hong Kong. La municipalitat consta de la península entre el Iang-Tsé i la badia de Hangzhou, l'illa de Chongming (la tercera més gran de la Xina) i un gran nombre de petites illes. Està vorejada al nord i l'oest per la província de Jiangsu, al sud per la de Zhejiang i l'est pel mar de la Xina Oriental. La ciutat està dividida en dos pel riu Huangpu, un afluent del Iang-Tsé. El centre històric, el Puxi, es troba al costat oest del Huangpu, mentre que el barri de negocis de la ciutat va emergir a l'est.
La immensa majoria dels 6.218 km² de Shanghai estan coberts per edificis, exceptuant uns petits turons a la part sud-oest, amb una elevació mitjana de 4 metres. El punt més alt es troba a l'illa Dajinshan a 103 metres. La ciutat té diversos rius, canals, rierols i llacs, i és coneguda per la riquesa de l'aigua que brolla de l'àrea drenada del llac Taihu.
Durant els anys cinquanta les autoritats comunistes van construir, a l'antic l'hipòdrom britànic, la plaça del Poble on s'han instal·lat edificis emblemàtics de la ciutat com: l'Ajuntament, el Museu de Shanghai o el Gran Teatre de Shanghai. D'altra banda, a Lujiazui, el CBD de Shanghai, es construiran 50 nous gratacels que se sumaran als 110 d'aspecte futurista que ja hi ha. En aquest districte s'erigeix el Centre Financer Internacional Shanghai Hills, que és l'edifici més alt de Shanghai amb 101 pisos i 492 metres d'alt. Es construí l'any 2012.
Tanmateix, la consciència popular per l'entorn del medi ambient està creixent i la ciutat està invertint en projectes de protecció de l'entorn. Un d'ells és la neteja del riu Suzhou que creua pel centre de ciutat i que es finalitzà el 2008. El govern també està fomentant l'ús d'autobusos i taxis de baix consum, ja que la pol·lució de Shanghai és similar a la de Pequín. Tanmateix, el ràpid desenvolupament de la ciutat durant les últimes dècades la mantenen encara a nivells alts de pol·lució comparables als de ciutats com Los Angeles.

## Demografia
El cens de 2010 estableix el total de la població de Shanghai en 23.019.148 habitants. És un creixement de 37,53% dels 16.737.734 d'habitants de l'any 2000. 20,6 milions d'habitants (89,3%) són urbans, i 2,5 milions (10,7%) són rurals. Sobre la base de la població de l'àrea administrativa total, Shanghai és el segon més gran dels quatre municipis sota jurisdicció central de la Xina, per darrere de Chongqing, però generalment es considera la ciutat més gran a la Xina, ja que la població urbana de Chongqing és molt menor.
Dins d'aquests 23 milions habitants registrats el 2010 s'hi compten 8.997.000 d'immigrants a llarg termini, gairebé el triple dels 3,06 milions de l'any 2000. Aquests representen gairebé la totalitat de l'increment de la població de Shanghai, a causa del fet que la taxa de creixement natural ha estat negativa des de 1993 per la baixa taxa de fecunditat. Els principals orígens d'aquests nous habitants són les províncies d'Anhui (29,0%), Jiangsu (16,8%), Henan (8,7%), i Sichuan (7,0%), i el 79% provenen de zones rurals.
El 98,8% dels habitants de Shanghai són de l'ètnia xinesa Han, mentre que l'1,2% pertanyen a diversos grups minoritaris. No obstant això, la població de les minories ha augmentat en un 165,54% des del 2000, molt més ràpid que el creixement de la població en general.
D'acord amb l'oficina Municipal d'Estadístiques de Shanghai, hi havia 152.050 estrangers registrats oficialment a Shanghai l'any 2009, un augment del 50% dels 100.011 del 2005. Les tres principals nacionalitats estrangeres eren japonesos (31.490), americans (21.284) i coreans (20.700). Cal tenir en compte que aquestes estadístiques només mostren els residents oficialment registrats, i que el nombre real de ciutadans estrangers residents a Shanghai és probablement molt més gran. Per exemple el 2009, la comunitat de Corea del Sud a Shanghai va augmentar en més de 70.000 segons l'agència de notícies Xinhua. Alguns expatriats estrangers es queden a Shanghai com a residents a llarg termini, tot augmentant la reputació de Shanghai com la ciutat global de la Xina. A més, hi ha un gran nombre de taiwanesos vivint al municipi (les estimacions de 2010 els quantifiquen al voltant de 700.000).

## Economia

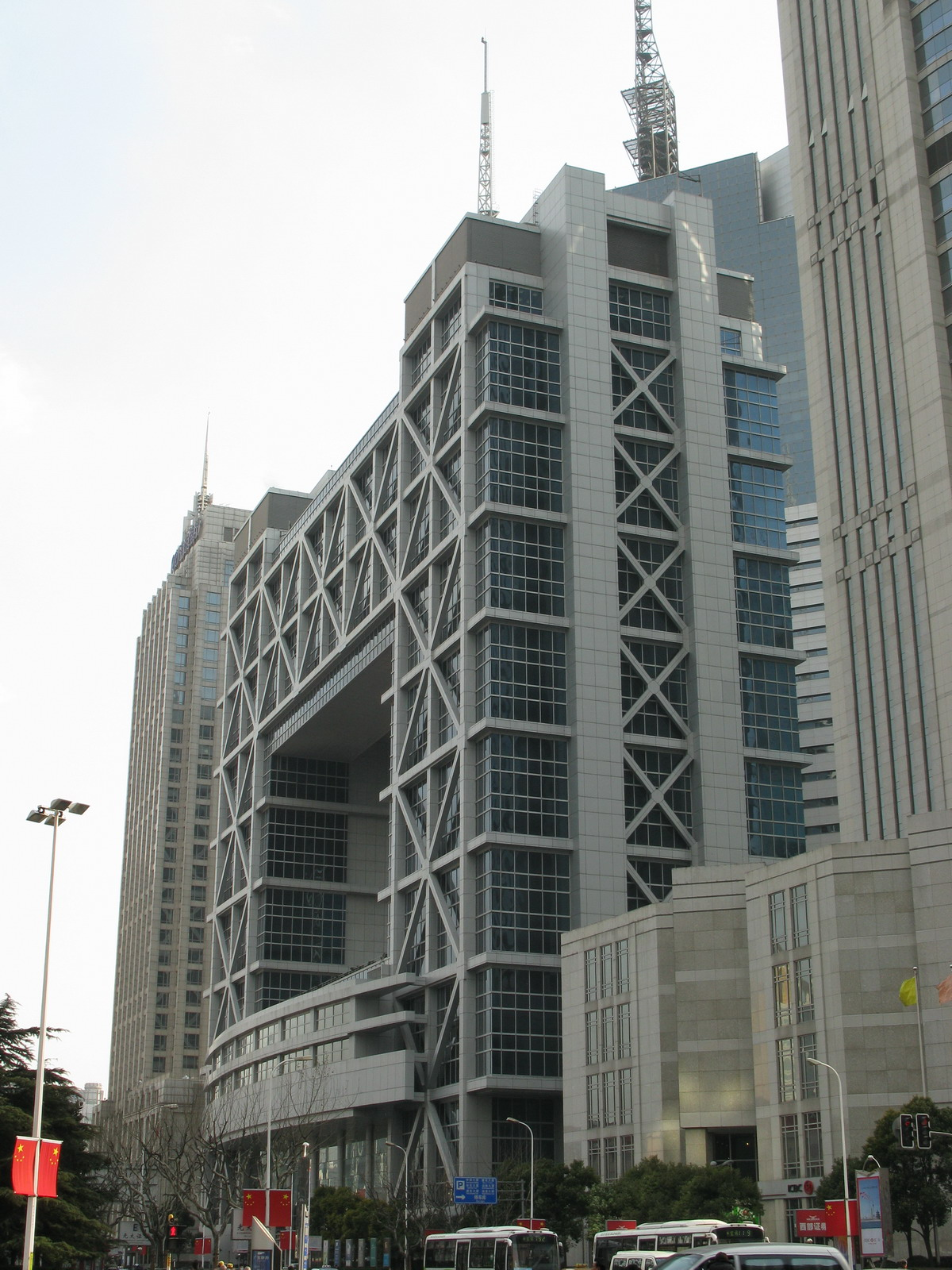
Shanghai Stock Exchange, Borsa de Comerç de Shanghai

Shanghai és sovint considerat com el centre de les finances i el comerç a la Xina continental. El desenvolupament modern es va iniciar amb les reformes econòmiques el 1992, una dècada més tard que moltes de les províncies del sud de la Xina, però des d'aleshores Shanghai va superar ràpidament les províncies i manté la seva funció de centre de negocis a la Xina continental. Shanghai també té la quota més gran de mercat a la Xina continental.
Des de 2003, el primer tren Maglev comercial connecta Shanghai i l'Aeroport Internacional de Shanghai-Hongqiao.
Shanghai té un dels ports més actius del món. El 2005, Shanghai va ocupar el primer lloc del món dels ports més actius en termes de càrrega, la manipulació d'un total de 443 milions de tones de càrrega. En termes de tràfic de contenidors, només és superat per Hong Kong per convertir-se en el segon port més actiu en el món, per darrere de Singapur.
Shanghai i Hong Kong són rivals per ser el centre econòmic de la Xina. Hong Kong té l'avantatge d'un sistema jurídic més fort, la integració en el mercat internacional superior, la llibertat econòmica, la banca i una major especialització del servei, impostos més baixos, i una moneda convertible. Shanghai té lligams més forts amb l'interior de la Xina i el govern central, i una base més forta en la indústria manufacturera i la tecnologia. Shanghai ha augmentat el seu paper en les finances, banca, i com una important destinació per la seu corporativa, alimentant la demanda d'un alt nivell d'educació i de treball modernitzat. La ciutat ha registrat un creixement de dos dígits durant 15 anys consecutius des de 1992. El 2007, el PIB nominal va créixer un 13,3% fins a 1,2 bilions de yuans, l'any 2008 va ser de 1,37 (uns 224 mil milions de dòlars).
Com en moltes altres àrees a la Xina, Shanghai està experimentant un boom de la construcció. A Shanghai, l'arquitectura moderna es caracteritza pel seu estil únic, sobretot en els pisos més alts, amb diversos restaurants a les plantes superior que s'assemblen als OVNIs.
La major part dels edificis de Shanghai que s'estan construint avui dia són de gran alçada, de diversos pisos d'alçada, color i disseny. A l'actualitat existeix una forta concentració d'urbanistes per desenvolupar més "zones verdes" entre els complexos d'apartaments amb la finalitat de millorar la qualitat de vida per als residents de Shanghai, d'acord amb el lema "millor ciutat-millor vida" tema de l'Expo 2010.

## Cultura

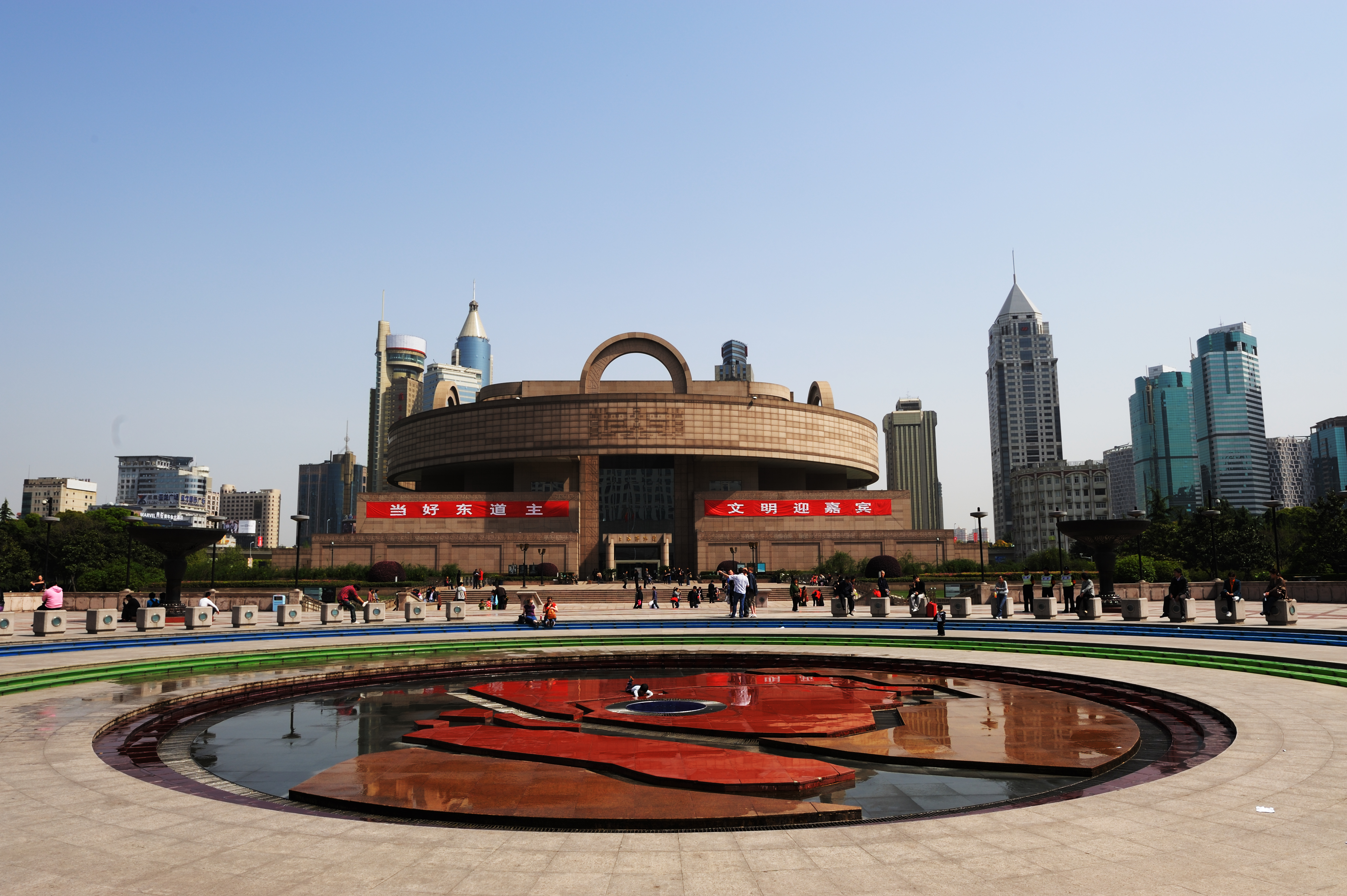
Museu de Shanghai

Es distingeixen tres etapes fonamentals en l'evolució cultural de Shanghai: l'anterior a la finalització de la Segona Guerra Mundial culminada amb l'arribada al poder del comunisme, la qual va romandre sota la fèrria vigilància del govern comunista i la posterior al domini d'aquests.
Abans de la guerra, l'esplendor literari va ser notable. Lu Xun va obrir el camí de la literatura moderna xinesa durant el temps que va passar a Shanghai influenciant a nombrosos autors xinesos. L'escriptor té un museu dedicat a la seva persona situat a la casa on va passar els seus últims anys de vida. En l'escena cinematogràfica, pel·lícules com The Shanghai Gesture (1941), de Josef von Sternberg, o La dama de Shanghai (1948), d'Orson Welles, motivaren a preconcebre Shanghai com a ciutat del vici. Sota el domini comunista, la producció cinematogràfica local ha estat molt escassa, paral·lela a la de la resta del país.

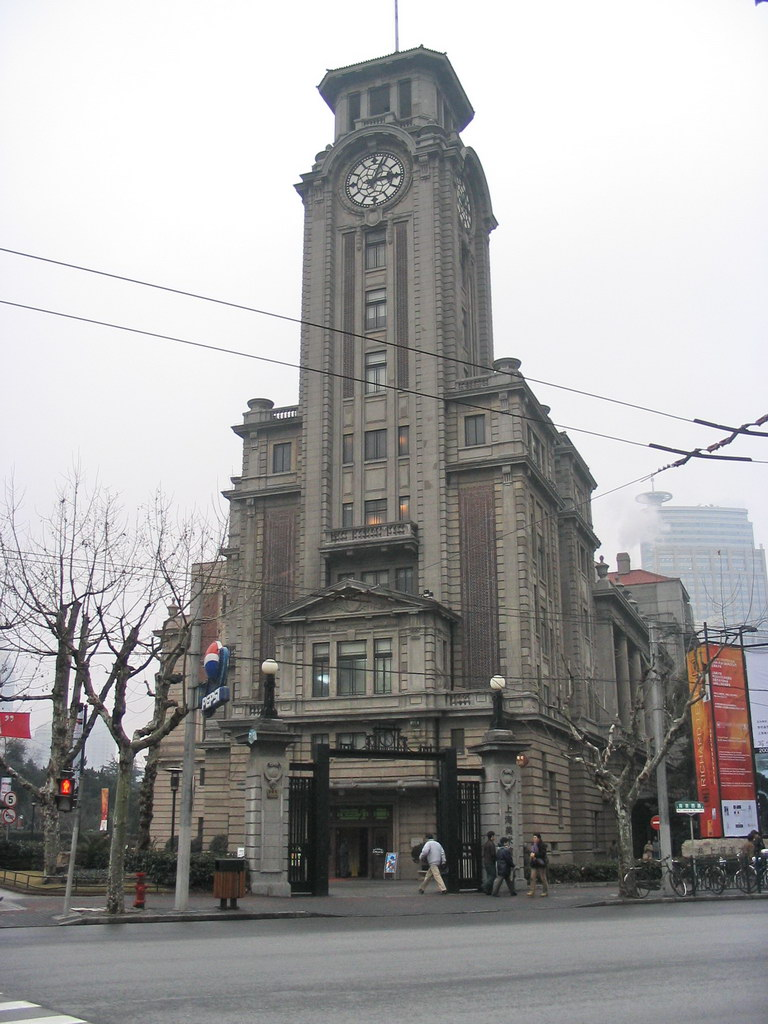
Museu d'Art de Shanghai

Actualment, Shanghai disposa d'una àmplia oferta cultural en què destaquen: la Companyia de Ballet de Shanghai, l'Orquestra Simfònica de Shanghai, l'Orquestra Filharmònica de Shanghai i la Shanghai Municipal Performance Company. Els edificis més notables són l'Auditori de Shanghai, el Majestic Theatre i especialment el Gran Teatre de Shanghai, que és l'epicentre de l'escena musical i teatral de la ciutat. En aquests dos últims edificis solen representar òperes tant tradicionals com modernes, ja que són una de les grans passions de la població de Shanghai.
Shanghai té importants museus com el Museu de Shanghai, el Museu d'Art o el Museu Municipal d'Història de Shanghai. El primer conté més de 120.000 peces històriques xineses al llarg de les seves quatre plantes. Va ser inaugurat el 1952 i reconstruït el 1994. La seva oferta és enterament nacional, i abasta la cronologia de la història xinesa mitjançant la ceràmica, escultura o pintura. D'altra banda, el Museu Municipal d'Història de Shanghai és el més modern de la ciutat. Ofereix als seus visitants un recorregut per la història de la ciutat mitjançant les noves tecnologies.

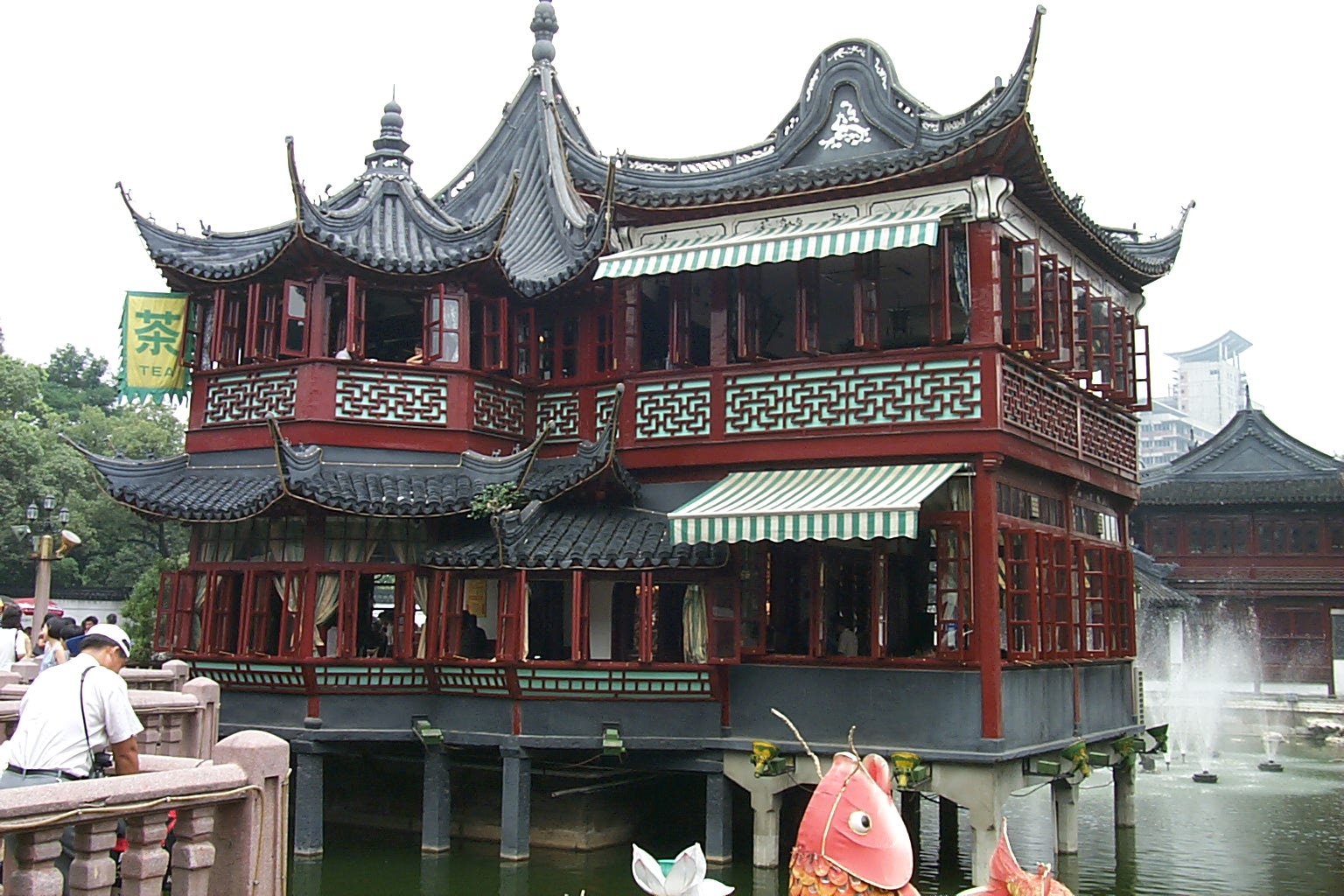
Un dels edificis del Jardí Yuyuan

L'arquitectura local disposa d'un ampli i variat ventall d'estils arquitectònics. El Bund, situat a la vora del riu Huangpu, conté una rica col·lecció d'edificis de començaments de segle xx, altres neoclàssics com el HSBC Building o Art Deco com la Sassoon House, edifici inclòs en el Peace Hotel. Diverses zones d'antiga concessió estrangera estan ben conservades i fins i tot, a pesar del ràpid creixement de la ciutat, al centre històric encara posseeix edificis d'estil tradicional com el Jardí Yuyuan. Recentment, s'ha desenvolupat una important quantitat de nous estils arquitectònics com els moderns i futuristes gratacels. Alguns exemples de les noves tendències arquitectòniques són els anteriorment esmentats Museu de Shanghai i el Gran Teatre de Shanghai.
L'únic element cultural purament de Shanghai són les shikumen (石库门), les cases tradicionals. Cada residència està connectada i organitzada en carrerons rectes, coneguts com a lòngtang (弄堂). Aquest tipus d'edificació s'assembla una mica a les típiques terraced houses i els petit hôtel dels països anglosaxons, distingides per l'alt i pesant mur de maó frontal de cada casa. El nom "shikumen" vol dir, literalment, "portal en arc de pedra".
D'altra banda, el Shanghai World Financial Center de 492 metres d'altitud és el gratacel més alt de la Xina i ocupa la segona posició pel que fa a la resta del món. La Torre Perla Oriental, un dels símbols de Shanghai, fa 468 metres d'alt i es troba en el centre de la ciutat. Tanmateix, l'edifici més espectacular que s'està construint a Shanghai és el Shanghai Center, situat al districte de Pudong. Mesurarà 568 metres, constarà de 118 plantes i es preveia la seva finalització pel 2010.

### Gastronomia
La gastronomia de Shanghai (上海菜), coneguda també com a Hu cai (沪菜, pinyin: hù cài) és una varietat de cuina xinesa, i no només circumscrita a la ciutat de Shanghai sinó que és molt popular entre els habitants de la Xina. Es pot dir que no posseeix una cuina amb identitat pròpia, es tracta d'un refinament o modificació de les gastronomies veïnes de les províncies adjacents de Jiangsu i Zhejiang.

### Turisme
El turisme és un sector important de l'economia xinesa i Shanghai és un dels emplaçaments preferits dels turistes a l'hora de viatjar a la Xina. L'any 2008, només en el Dia Nacional de la Xina, que forma part d'una de les tres "setmanes d'or" turístiques del país, la ciutat va rebre més de 4 milions de turistes.

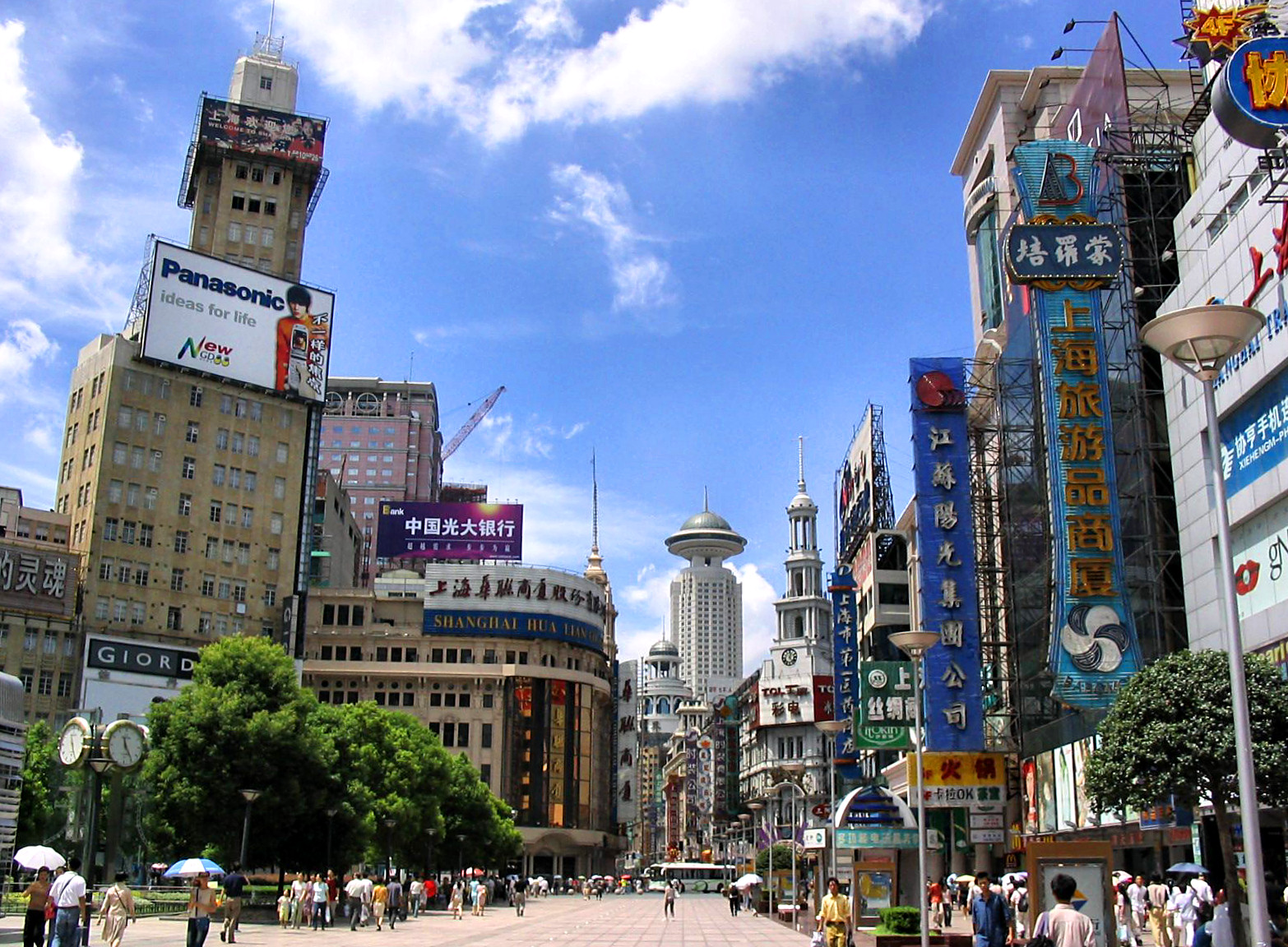
Carrer Nanjing, per a vianants

Un dels reclams de la ciutat són els seus carrers històrics, el Bund, on se situen 24 edificis que evidencien les restes del poder colonial britànic i que conformen tot un ventall d'estils arquitectònics com ara romànic, gòtic, renaixentista, barroc, neoclàssic, beaux -arts o Art Deco. Entre ells destaquen la duana (amb la seva famosa campana "Big Ching"), l'antic Banc de Hong Kong i Shanghai, el Peace Hotel i el Banc de la Xina.

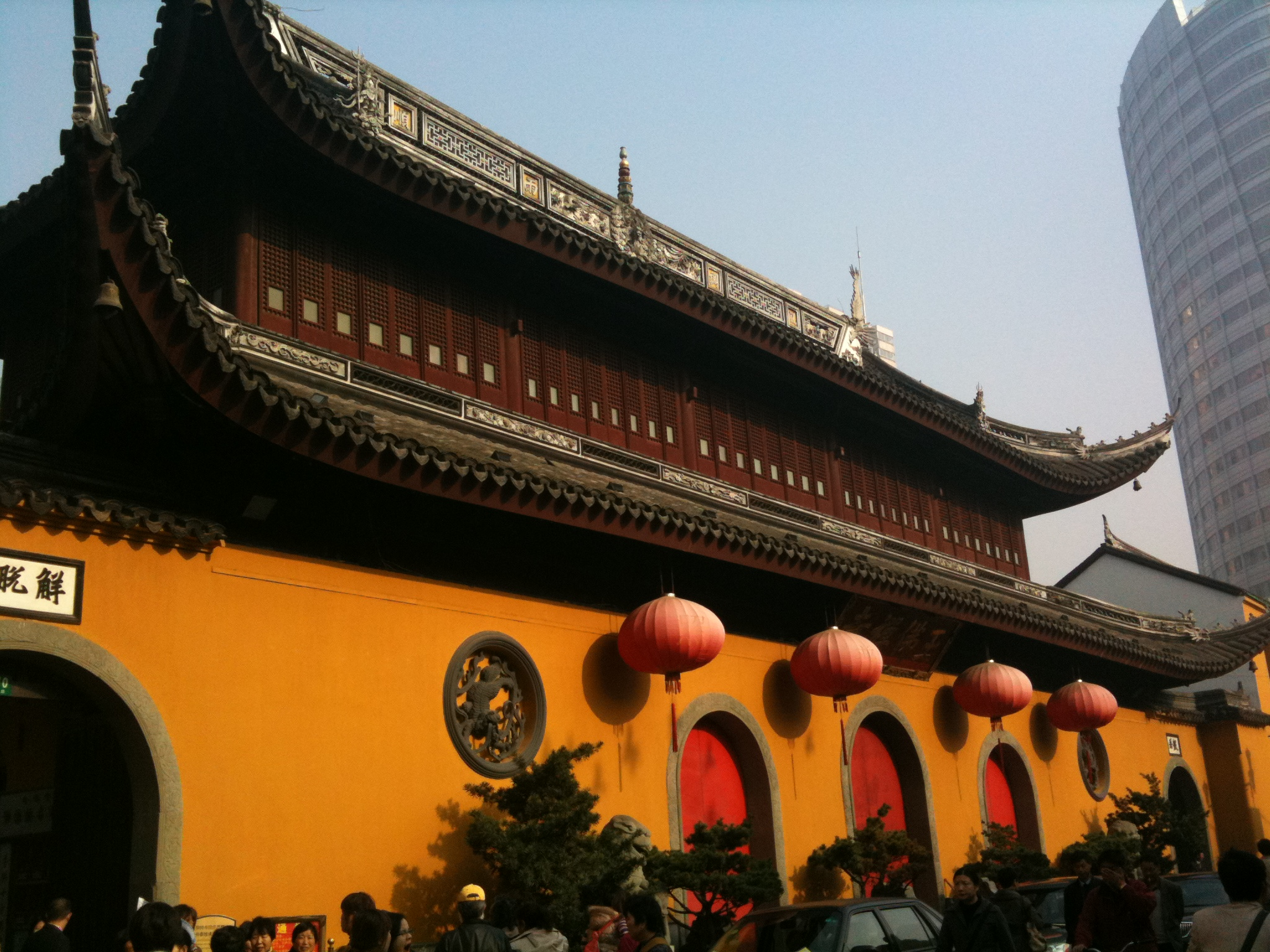
El Temple del Buda de Jade

Aquest passeig envoltat de clàssiques edificacions es contrasta amb el modern i futurista districte de Pudong, situat davant del Bund, a l'altre extrem de la vora del riu Huangpu i en el qual emergeix la imponent torre de televisió Perla d'Orient. La torre és la tercera més alta del món amb 468 metres i té tres imponents esferes. Una altra torre imprescindible de la ciutat és la Jin Mao i els seus 88 pisos.
Els jardins Yuyuan i el basar van ser fundats el 1559 pel funcionari Pa Yunduan. Estan situats al centre històric de la ciutat i han estat restaurats en diverses ocasions perquè, entre altres motius, van ser saquejats al segle xix per colonialistes occidentals. Un altre dels llocs famosos de Shanghai és la Seu del Primer Congrés Nacional del partit comunista xinès, convertit ara en museu que testifica la reunió que van mantenir Li Hanjun i Mao Tse-Tung el 23 de juliol de 1921 en una de les seves sales. Va ser restaurat el 1998.

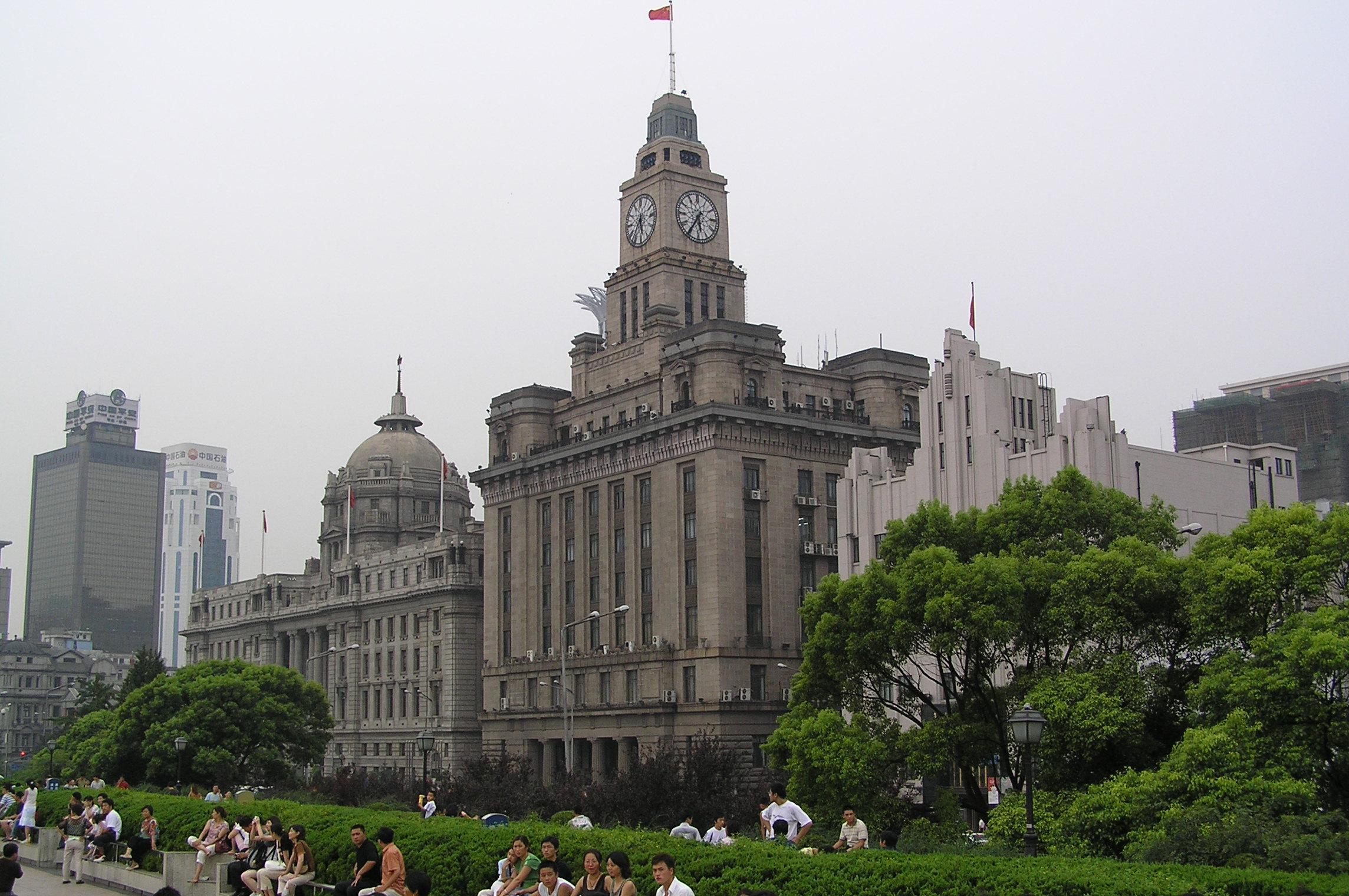
La Duana i l'antic Banc de Hong Kong i Shanghai, al Bund.

La Plaça del Poble s'erigeix l'antic hipòdrom de la ciutat i té forma de mitja lluna. Allà es troben el gran teatre de Shanghai, el saló d'exposicions de planificació urbanística, l'edifici governamental i el museu de Shanghai. Al llarg de la història s'han produït importants esdeveniments a la plaça, com les manifestacions de la Guàrdia Roja als anys seixanta i la protesta popular de 1989. Un dels carrers que desemboquen a la plaça és el mític carrer de vianants Nanjing, on hi ha nombroses botigues i comerços, fent d'ella un dels principals atractius turístics. Un altre carrer molt conegut a Shanghai és el de Zhapu lu, ple de restaurants, cartells lluminosos i un trànsit continu.
Al temple del Buda de Jade es poden trobar estàtues de Buda procedents de la Birmània del segle xix elaborades amb jade. El Xintiandi, per la seva banda, és una zona d'antigues shikumen (les cases tradicionals) que ara tenen una atractiva oferta comercial amb bars, restaurants, cinemes i botigues, situat al cor de la ciutat històrica.
Molt popular també és el barri francès de Shanghai, on hi ha una sèrie de cases d'estil arquitectònic colonial francès i el temple Jing'an.

### Educació
Shanghai acull nombroses universitats de renom, i escoles superiors, tant públiques com privades, com són:
- East China Normal University
- Universitat Jiao Tong de Shanghai